# Operação Última Edição
Operação 'Última Edição' foi uma operação de larga escala realizada pela Polícia Judiciária em Portugal, realizada a 23 de março de 2023, que culminou na prisão de do empresário Jacques Rodrigues, proprietário do Grupo Impala, e mais três pessoas.

## Antecedentes
Desde 2011 que os trabalhadores do Grupo Impala reclamam salários em atraso, tendo a situação se  agravado com um despedimento colectivo de 54 trabalhadores em Maio de 2020, aos quais também não terão sido pagas as respectivas indemnizações. No final de 2022, o Expresso noticiou que os trabalhadores iriam avançar com um incidente de qualificação da insolvência para que fosse declarado pelos tribunais que os responsáveis pela empresa, em particular Jacques Rodrigues, proprietário do grupo editorial, teriam de pagar do próprio bolso os créditos reclamados no âmbito da declaração de insolvência de uma das empresas do grupo, a Descobrirpress — Serviços Editoriais e Gráficos. Durante anos esta empresa apresentou processos especiais de revitalização (PER), que foram sendo chumbados. Em Outubro de 2022 foi publicada uma lista de credores, dando conta de um total de 98,3 milhões de euros em dívidas. De acordo com o mesmo periódico, o administrador de insolvência avaliou os bens na posse da Descobrirpress, concluindo que, com a excepção de quatro veículos de passageiros e de mercadorias e dois motociclos sem valor comercial, havia participações em três empresas cujo valor ainda iria ser apurado, com o total dos bens inventariados rondando um valor de apens 243,8 mil euros. Existe a suspeita de que teria sido durante os anos em que iam sendo feitas tentativas de fazer aprovar os PER que os responsáveis pela Descobrirpress, em particular o seu proprietário, promoveram várias alterações com transferência de activos entre empresas, por forma a evitar que a Impala cumprisse as obrigações para com os credores, dissipando os bens e o dinheiro.

## Queixa-crime
A investigação resultou de uma queixa-crime apresentada por um antigo trabalhador, tendo os autos se iniciado em 2021. O valor em causa pode chegar a 100 milhões de euros entre dívidas a credores, incluindo trabalhadores do grupo e do Estado, num plano criminoso traçado para ocultar a dissipação de património, através da adulteração de elementos contabilísticos de diversas empresas, e do desvio de valores com origem nas estruturas societárias, para fora do território português.
O empresário tem uma sociedade em Gibraltar e várias empresas no Brasil, suspeitando-se que seriam desviados montantes da empresa em Portugal, detentora das revistas, para estas sociedades. A sociedade gibraltina é uma offshore com o nome Dampier, que durante anos facturou todas as revistas da Descobrirpress vendidas para o estrangeiro, assumindo aquela os custos de produção e de transporte dessas revistas para os seus destinatários, e recebendo o produto das vendas sem nunca dele ter pago qualquer parte e/ou contraprestação à Descobrirpress.
Outra situação em investigação é a dívida de cerca de 27 milhões da empresa Impalagest para com outra empresa do grupo, que detinha as revistas, tendo pago essa dívida com a dação de uma participação de uma outra empresa do grupo, a qual tinha adquirido algumas semanas antes por pouco mais de dois milhões de euros.
A queixa-crime inclui ainda indícios de que terá sido a Descobrirpress a financiar a construção do próprio edifício sede do Grupo Impala, localizado na Abrunheira, em Ranholas, no concelho de Sintra, e a construção do hotel Ondamar, na Urbanização das Areias de São João, no concelho de Albufeira, não havendo, no entanto, indícios contabilísticos de que a empresa tenha sido ressarcida do valor despendido nas construções, estando os edifícios registados em nome de outras sociedades. Terá sido igualmente através de outra empresa, a Actitur - Arquitectura e Engenharia, financiada pela Descobrirpress, que foram construídos os imóveis onde residem Jacques Rodrigues e familiares.

## Operação
A operação foi realizada pela Polícia Judiciária através da Unidade Nacional de Combate à Corrupção e no âmbito de inquérito titulado pelo Departamento Central de Investigação e Ação Penal de Sintra, nela colaborando diversas Unidades Nacionais, o Departamento de Investigação Criminal da Madeira, contando com o apoio pericial da Unidade de Perícia Tecnológica e Informática e da Unidade de Perícia Financeira e Contabilística, da PJ. Participaram mais de uma centena de investigadores criminais e peritos, assim como magistrados judiciais e do Ministério Público.
A acção policial desenvolveu-se em Lisboa, Sintra, Cascais, Oeiras, Amadora, Santo Tirso, Porto, Matosinhos e Funchal, sendo executados quatro mandados de detenção fora de flagrante delito e constituição de dez arguidos.
Foram executados trinta e dois mandados de busca, constituídos por oito buscas domiciliárias e vinte e quatro buscas não domiciliárias, realizadas por inspectores da PJ, visando a recolha de elementos probatórios de diversa natureza relacionados com suspeitas de actividades criminosas fortemente indiciadoras da prática dos crimes de corrupção passiva, corrupção activa, insolvência dolosa agravada, burla qualificada e falsificação ou contrafacção de documentos. Foram realizadas seis buscas em empresas de Comunicação Social, quatro em sociedades e gabinetes de Revisores Oficiais de Contas e uma em escritório de advocacia. Na noite do dia 23, as buscas ainda prosseguiam na sede do Grupo Impala.
No decurso da operação, a PJ deteve, durante a manhã de 23 de março,  Jacques Rodrigues, proprietário do Grupo Impala, detentora das revistas Nova Gente, Maria e TV 7 Dias, juntamente com o seu filho, Jacques Gil Rodrigues, Natalino Vasconcelos, advogado de Jacques Rodrigues, e José Rito,  revisor oficial de contas das várias sociedades do Grupo Impala. O empresário é suspeito de crimes de corrupção, fraude e insolvência dolosa relacionada com as sociedades de que é dono. Os detidos serão presentes no Tribunal de Instrução Criminal de Sintra para serem ouvidos por um juiz em primeiro interrogatório, após o qual deverão ser conhecidas as medidas de coacção a que ficarão sujeitos enquanto aguardam o desenrolar da investigação.